# 1. Klasse Dresden 1942/43
Die 1. Klasse Dresden 1942/43 war die zehnte Spielzeit der nun 1. Klasse genannten Fußball-Bezirksklasse Dresden-Bautzen im Sportgau Sachsen. Sie diente als eine von vier zweitklassigen Bezirksklassen als Unterbau der Gauliga Sachsen. Die Meister dieser vier Spielklassen qualifizierten sich für eine Aufstiegsrunde, in der zwei Aufsteiger zur Gauliga Sachsen ausgespielt wurden.
Die 1. Klasse Dresden wurde in dieser Spielzeit erneut in zwei Staffeln zu je acht teilnehmenden Mannschaften im Rundenturnier mit Hin- und Rückspiel ausgetragen. Die beiden Staffelsieger trafen dann in zwei Finalspielen um die Bezirksmeisterschaft aufeinander. Saisonstart war der 13. September 1942, die letzten Saisonspiele kamen am 18. April 1943 zur Austragung.  Als Bezirksmeister setzte sich Gauligaabsteiger Guts Muts Dresden mit zwei Siegen über den VfL Reichsbahn Dresden durch und qualifizierte sich somit für die Aufstiegsrunde zur Gauklasse Sachsen 1943/44. In dieser scheiterten die Dresdner jedoch als Drittplatzierter am Aufstieg in die Erstklassigkeit. Erneut stiegen die zwei schlechtplatziertesten Vereine je Staffel in die 2. Klassen ab.

## Abteilung A
Kreuztabelle
Die Kreuztabelle stellt die Ergebnisse aller überlieferten Spiele dieser Saison dar. Die Heimmannschaft ist in der linken Spalte, die Gastmannschaft in der oberen Zeile aufgelistet.
| 1942/43               | Guts Muts Dresden | F04 | GRO  | SPV  | GRÖ | MEI  | Dresdner SG 1893 | LEU |
| --------------------- | ----------------- | --- | ---- | ---- | --- | ---- | ---------------- | --- |
| Guts Muts Dresden     |                   | 6:4 | 7:0  | 10:0 | 3:1 | 7:0  | 2:0              | 1:1 |
| SC Freital 04         | 1:1               |     | 12:0 | 5:2  | 7:2 | 8:0  | 5:1              | 7:1 |
| SpVgg Großenhain 1897 | 1:6               | 4:2 |      | 2:1  | 2:2 | 1:0  | 5:2              | 3:1 |
| SpVgg Dresden         | 1:7               | 8:0 | 2:2  |      | 3:1 | 2:2  | 4:4              | 1:2 |
| TSV Gröditz           | 1:2               | 2:3 | 7:0  | 2:5  |     | 10:4 | 3:0              | 6:3 |
| Meißner SV 08         | 3:3               | 2:3 | 1:1  | 1:1  | 4:3 |      | 2:2              | 6:1 |
| Dresdner SG 1893      | 0:11              | 1:2 | 1:1  | 4:2  | 2:1 | 7:1  |                  | 1:2 |
| SC Wacker Leuben      | 3:5               | 2:4 | 3:1  | 1:3  | 1:7 | 3:6  | 3:2              |     |

Abschlusstabelle
| Pl. | Verein                    | Sp. | S  | U | N | Tore    | Quote | Punkte |
| --- | ------------------------- | --- | -- | - | - | ------- | ----- | ------ |
| 1.  | Guts Muts Dresden (A)     | 14  | 11 | 3 | 0 | 071:160 | 4,44  | 25:30  |
| 2.  | SC Freital 04             | 14  | 10 | 1 | 3 | 063:320 | 1,97  | 21:70  |
| 3.  | SpVgg Großenhain 1897 (N) | 14  | 5  | 4 | 5 | 023:470 | 0,49  | 14:14  |
| 4.  | SV Südwest Dresden a      | 14  | 4  | 4 | 6 | 035:430 | 0,81  | 12:16  |
| 5.  | TSV Gröditz               | 14  | 5  | 1 | 8 | 048:390 | 1,23  | 11:17  |
| 6.  | Meißner SV 08             | 14  | 3  | 5 | 6 | 032:520 | 0,62  | 11:17  |
| 7.  | Dresdner SG 1893          | 14  | 3  | 3 | 8 | 027:440 | 0,61  | 09:19  |
| 8.  | SC Wacker Leuben          | 14  | 4  | 1 | 9 | 027:530 | 0,51  | 09:19  |

| (A) | Absteiger aus der Gauklasse   |
| (N) | Aufsteiger aus den 2. Klassen |

## Abteilung B
Kreuztabelle
Die Kreuztabelle stellt die Ergebnisse aller überlieferten Spiele dieser Saison dar. Die Heimmannschaft ist in der linken Spalte, die Gastmannschaft in der oberen Zeile aufgelistet.
| 1942/43                  | REI | SPF    | NIE | 03D | HEI  | WEI | ORP    | PIR    |
| ------------------------ | --- | ------ | --- | --- | ---- | --- | ------ | ------ |
| VfL Reichsbahn Dresden   |     | 0:0+ b | 4:3 | 4:6 | +0:0 | 3:0 | 5:0    | 5:1    |
| Sportfreunde Dresden     | 2:4 |        | 1:2 | 2:1 | 4:1  | 7:1 | 2:0    | 4:4    |
| SV Niedersedlitz 1927    | 2:9 | 3:2    |     | 2:1 | 2:2  | 4:4 | 2:3    | 11:0   |
| VfB 03 Dresden           | 0:3 | 2:6    | 5:1 |     | 2:6  | 3:2 | 1:2    | 7:1    |
| SC Heidenau              | 1:2 | 5:4    | 1:4 | 0:2 |      | 3:2 | 0:1    | +0:0 c |
| VfB Weixdorf             | 0:1 | 1:0    | 3:5 | 5:4 | 4:2  |     | 2:5    | +0:0 d |
| SG OrPo Dresden          | 2:4 | 1:4    | 0:6 | 0:1 | 1:4  | 3:4 |        | 16:1   |
| Pirnaer TuSV / KSG Pirna | 1:9 | 0:4    | 4:2 | 2:2 | 0:1  | 2:4 | 0:0+ c |        |

Abschlusstabelle
| Pl. | Verein                     | Sp. | S  | U | N  | Tore    | Quote | Punkte |
| --- | -------------------------- | --- | -- | - | -- | ------- | ----- | ------ |
| 1.  | VfL Reichsbahn Dresden     | 14  | 12 | 0 | 2  | 053:180 | 2,94  | 24:40  |
| 2.  | Sportfreunde Dresden       | 14  | 8  | 1 | 5  | 042:250 | 1,68  | 17:11  |
| 3.  | SV Niedersedlitz 1927 (N)  | 14  | 7  | 2 | 5  | 049:390 | 1,26  | 16:12  |
| 4.  | VfB 03 Dresden             | 14  | 6  | 1 | 7  | 037:360 | 1,03  | 13:15  |
| 5.  | SC Heidenau                | 14  | 6  | 1 | 7  | 026:280 | 0,93  | 13:15  |
| 6.  | VfB Weixdorf               | 14  | 6  | 1 | 7  | 032:420 | 0,76  | 13:15  |
| 7.  | SG OrPo Dresden (N)        | 14  | 6  | 0 | 8  | 034:360 | 0,94  | 12:16  |
| 8.  | Pirnaer TuSV / KSG Pirna e | 14  | 1  | 2 | 11 | 016:650 | 0,25  | 04:24  |

| (N) | Aufsteiger aus den 2. Klassen |

## Finale Bezirksmeisterschaft
| Datum            |                        | Ergebnis  |                        |
| ---------------- | ---------------------- | --------- | ---------------------- |
| 28. Februar 1943 | Guts Muts Dresden      | 4:2 (2:2) | VfL Reichsbahn Dresden |
| 14. März 1943    | VfL Reichsbahn Dresden | 0:4 (0:2) | Guts Muts Dresden      |
| Gesamt:          | Guts Muts Dresden      | 8:2       | VfL Reichsbahn Dresden |